# Dolores d'Asburgo-Lorena
Maria de los Dolores d'Asburgo-Lorena, (in tedesco: Maria de los Dolores Beatrix Karolina Blanka Leopoldina von Habsburg-Lothringen) (Leopoli, 5 maggio 1891 – Viareggio, 10 aprile 1974), era una arciduchessa d'Austria e principessa di Boemia, Ungheria e Toscana.

## Biografia
Era la figlia primogenita di Leopoldo Salvatore d'Asburgo-Lorena, e di sua moglie, Bianca di Borbone-Spagna, la figlia maggiore di Carlo, duca di Madrid, pretendente carlista al trono di Spagna.
Dolores crebbe nell'ultimo periodo dell'impero austro-ungarico. Suo padre, che aveva intrapreso una carriera militare, era anche un inventore. Sua madre era la forza dominante nella famiglia. La loro era una famiglia multi-culturale. Gli antenati paterni di Dolores avevano regnato in Austria, Toscana e nel Regno delle Due Sicilie. La famiglia di sua madre aveva regnato in Spagna, Parma e Francia.
Venne educata insieme alle sue sorelle. Dimostrò talento per il disegno. Studiò tedesco, francese, spagnolo, ungherese e italiano.
La famiglia era benestante. Vivevano tra il Palais Toskana a Vienna e la Schloss Wilhelminenberg. Trascorrevano le vacanze in Italia, dove sua madre possedeva una proprietà rurale vicino a Viareggio.
Durante la prima guerra mondiale, il padre e i due fratelli maggiori combatterono nell'esercito austro-ungarico.

### Esilio
Alla caduta della monarchia asburgica, il governo repubblicano confiscò tutte le proprietà degli Asburgo. La famiglia di Dolores perse tutta la sua fortuna. I suoi due fratelli maggiori, l'arciduca Ranieri e Leopoldo, decisero di rimanere in Austria e riconoscere la nuova repubblica.
Dolores con i suoi genitori e i suoi altri fratelli emigrarono in Spagna. Nel gennaio del 1919 arrivarono a Barcellona, dove rimasero per oltre un decennio. Vissero modestamente: lei con la madre e le sorelle si occupava delle faccende domestiche. Con i proventi dai brevetti militari di suo padre in Francia e con la vendita di alcuni dei gioielli della madre, furono in grado di acquistare una casa a Barcellona.
Zoppa fin dall'infanzia, rimase nubile.
La situazione politica in Spagna durante la Seconda Repubblica spagnola, fece in modo che la famiglia ritornò in Austria. Nel marzo 1938 Hitler decise l'annessione dell'Austria alla Germania: Dolores, con la madre e il fratello minore, si trasferì a Viareggio, nella Villa Borbone.
Poiché la situazione era diventata sempre più urgente a causa della guerra Dolores, insieme alla madre e suo fratello minore, si rifugiò di nuovo a Barcellona. Finita la guerra tornarono a Viareggio, dove a loro si aggiunsero Immacolata e Margherita, sorelle di Dolores.

### Morte
Morì il 10 aprile 1974, all'età di 82 anni, a Viareggio.

## Ascendenza
|                                         |                                  |                                       | Genitori                            |  |  | Nonni |  |  | Bisnonni               |  |  | Trisnonni                 |  |
|                                         |                                  |                                       |                                     |  |  |       |  |  | Leopoldo II di Toscana |  |  | Ferdinando III di Toscana |  |
|                                         |                                  |                                       |                                     |  |  |       |  |  | Leopoldo II di Toscana |  |  | Ferdinando III di Toscana |  |
|                                         |                                  | Luisa Maria Amalia di Borbone-Napoli  |                                     |  |  |       |  |  | Leopoldo II di Toscana |  |  |                           |  |
| Carlo Salvatore d'Asburgo-Lorena        |                                  |                                       |                                     |  |  |       |  |  | Leopoldo II di Toscana |  |  |                           |  |
|                                         |                                  | Maria Antonia di Borbone-Due Sicilie  | Francesco I delle Due Sicilie       |  |  |       |  |  |                        |  |  |                           |  |
|                                         |                                  | Maria Antonia di Borbone-Due Sicilie  | Francesco I delle Due Sicilie       |  |  |       |  |  |                        |  |  |                           |  |
|                                         |                                  | Maria Antonia di Borbone-Due Sicilie  | Maria Isabella di Borbone-Spagna    |  |  |       |  |  |                        |  |  |                           |  |
| Leopoldo Salvatore d'Asburgo-Lorena     |                                  | Maria Antonia di Borbone-Due Sicilie  |                                     |  |  |       |  |  |                        |  |  |                           |  |
|                                         |                                  | Ferdinando II delle Due Sicilie       | Francesco I delle Due Sicilie       |  |  |       |  |  |                        |  |  |                           |  |
|                                         |                                  | Ferdinando II delle Due Sicilie       | Francesco I delle Due Sicilie       |  |  |       |  |  |                        |  |  |                           |  |
|                                         |                                  | Ferdinando II delle Due Sicilie       | Maria Isabella di Borbone-Spagna    |  |  |       |  |  |                        |  |  |                           |  |
| Maria Immacolata di Borbone-Due Sicilie |                                  | Ferdinando II delle Due Sicilie       |                                     |  |  |       |  |  |                        |  |  |                           |  |
|                                         |                                  | Maria Teresa d'Asburgo-Teschen        | Carlo d'Asburgo-Teschen             |  |  |       |  |  |                        |  |  |                           |  |
|                                         |                                  | Maria Teresa d'Asburgo-Teschen        | Carlo d'Asburgo-Teschen             |  |  |       |  |  |                        |  |  |                           |  |
|                                         |                                  | Maria Teresa d'Asburgo-Teschen        | Enrichetta di Nassau-Weilburg       |  |  |       |  |  |                        |  |  |                           |  |
| Dolores d'Asburgo-Lorena                |                                  | Maria Teresa d'Asburgo-Teschen        |                                     |  |  |       |  |  |                        |  |  |                           |  |
|                                         | Giovanni Carlo di Borbone-Spagna | Carlo Maria Isidoro di Borbone-Spagna |                                     |  |  |       |  |  |                        |  |  |                           |  |
|                                         | Giovanni Carlo di Borbone-Spagna | Carlo Maria Isidoro di Borbone-Spagna |                                     |  |  |       |  |  |                        |  |  |                           |  |
|                                         | Giovanni Carlo di Borbone-Spagna | Maria Francesca di Braganza           |                                     |  |  |       |  |  |                        |  |  |                           |  |
| Carlo Maria di Borbone-Spagna           | Giovanni Carlo di Borbone-Spagna |                                       |                                     |  |  |       |  |  |                        |  |  |                           |  |
|                                         |                                  | Maria Beatrice d'Austria-Este         | Francesco IV d'Austria-Este         |  |  |       |  |  |                        |  |  |                           |  |
|                                         |                                  | Maria Beatrice d'Austria-Este         | Francesco IV d'Austria-Este         |  |  |       |  |  |                        |  |  |                           |  |
|                                         |                                  | Maria Beatrice d'Austria-Este         | Maria Beatrice di Savoia            |  |  |       |  |  |                        |  |  |                           |  |
| Bianca di Borbone-Spagna                |                                  | Maria Beatrice d'Austria-Este         |                                     |  |  |       |  |  |                        |  |  |                           |  |
|                                         |                                  | Carlo III di Parma                    | Carlo II di Parma                   |  |  |       |  |  |                        |  |  |                           |  |
|                                         |                                  | Carlo III di Parma                    | Carlo II di Parma                   |  |  |       |  |  |                        |  |  |                           |  |
|                                         |                                  | Carlo III di Parma                    | Maria Teresa di Savoia              |  |  |       |  |  |                        |  |  |                           |  |
| Margherita di Borbone-Parma             |                                  | Carlo III di Parma                    |                                     |  |  |       |  |  |                        |  |  |                           |  |
|                                         |                                  | Luisa Maria di Borbone-Francia        | Carlo Ferdinando di Borbone-Francia |  |  |       |  |  |                        |  |  |                           |  |
|                                         |                                  | Luisa Maria di Borbone-Francia        | Carlo Ferdinando di Borbone-Francia |  |  |       |  |  |                        |  |  |                           |  |
|                                         |                                  | Luisa Maria di Borbone-Francia        | Carolina di Borbone-Due Sicilie     |  |  |       |  |  |                        |  |  |                           |  |
|                                         |                                  | Luisa Maria di Borbone-Francia        |                                     |  |  |       |  |  |                        |  |  |                           |  |